# Тойгильды
Тойгильды — деревня в Буинском районе Татарстана в составе Верхнелащинского сельского поселения.

## География
Тойгильды находится на реке Лащи (левый приток Свияги), в 22 км к северо-западу от Буинска у границы с Чувашией. Высота над уровнем моря 133 м. Соседние населённые пункты: Беловоложка Чувашская в 1,5 км восточнее, Верхние Лащи в 1,3 км на юг и Лащ-Таяба в Чувашии в 3 км на юго-запад. В деревне 4 улицы:
- Ул. Октябрьская
- Ул. Полевая
- Ул. Речная
- Ул. Школьная

## История
Деревня известна с XVII века.
В 1780 году, при создании Симбирского наместничества, деревня Тойгильдина, крещеных и ясачных татар, вошла в состав Буинского уезда.
На 1859 год в удельной деревне Тойгильдино (Тутаево) Буинского уезда Симбирской губернии было 45 дворов, 366 жителя и мечеть.
В «Списке населенных мест по сведениям 1859 года», изданном в 1863 году, населённый пункт упомянут как удельная деревня Тойгильдино (Тутаево) 2-го стана Буинского уезда Симбирской губернии. Располагалась на правом берегу речки Лащи, по левую сторону коммерческого тракта из Буинска в Курмыш, в 18 верстах от уездного города Буинска и в 35 верстах от становой квартиры в удельной деревне Шихарданы. В деревне, в 45 дворах проживали 366 человек (182 мужчины и 184 женщины), была мечеть.

## Население
Население деревни Тойгильды: в 1780 году - 147, в 1859 году - 366, в 1989 году составляло 220 человек, в том числе чувашей — 73 %, татар — 26 %, в 1997 году — 213 жителей, в 2010—177 человек.